# Coupe d'Europe des nations d'athlétisme 1983
Navigation
CE des nations 1981 CE des nations 1985
La 9e coupe d'Europe des nations d'athlétisme se déroule les 20 et 21 août 1983 à Londres au Royaume-Uni, au Crystal Palace National Sports Centre.
Pour la première fois, l'organisation de la Coupe change : au lieu d'un tour préliminaire, de demi-finales et de finale(s) qui se succèdent tout au long de l'été, c'est un système de type football qui est mis en place, avec des équipes promues et des équipes reléguées.
L'Allemagne de l'Est, pour la 4e fois consécutive, s'impose dans les 2 épreuves, masculine et féminine.
Lors de l'épreuve de saut en hauteur, Ulrike Meyfarth et Tamara Bykova franchissent 2,03 m et battent toutes les deux le record du monde de la discipline.

## Finale «A»

### Classements
Le classement chez les messieurs a été modifié à la suite du dopage de Juzyszyn (Pologne) au lancer du disque, disqualifié.
La Hongrie est reléguée chez les hommes et chez les femmes.
| Place | Pays                 | Points |
| ----- | -------------------- | ------ |
| 1     | Allemagne de l'Est   | 117    |
| 2     | Union soviétique     | 106    |
| 3     | Allemagne de l'Ouest | 102    |
| 4     | Royaume-Uni          | 94,5   |
| 5     | Pologne              | 86,5   |
| 6     | Italie               | 80,5   |
| 7     | France               | 70     |
| 8     | Hongrie              | 60,5   |

| Place | Pays                 | Points |
| ----- | -------------------- | ------ |
| 1     | Allemagne de l'Est   | 107    |
| 2     | Union soviétique     | 85     |
| 3     | Tchécoslovaquie      | 77     |
| 4     | Royaume-Uni          | 77     |
| 5     | Allemagne de l'Ouest | 58     |
| 6     | Bulgarie             | 58     |
| 7     | Pologne              | 43     |
| 8     | Hongrie              | 34     |

### Résultats

#### Hommes
| 100 m (vent : - 1,5 m/s) | Frank Emmelmann 10 s 58                                                       | Allan Wells 10 s 59                                                                      | Antoine Richard 10 s 65                                                                           |
| 200 m (vent : - 0,7 m/s) | Allan Wells 20 s 72                                                           | Pietro Mennea 20 s 74                                                                    | Erwin Skamrahl 20 s 99                                                                            |
| 400 m | Hartmut Weber 45 s 39                                                         | Thomas Schönlebe 45 s 70                                                                 | Sergey Lovachov 45 s 83                                                                           |
| 800 m | Willi Wülbeck 1 min 45 s 74 (CR)                                              | Detlef Wagenknecht 1 min 45 s 83                                                         | Peter Elliott 1 min 45 s 84                                                                       |
| 1 500 m | Steve Cram 3 min 42 s 27                                                      | Andreas Busse 3 min 43 s 12                                                              | Piotr Kurek 3 min 43 s 65                                                                         |
| 5 000 m | Thomas Wessinghage 13 min 48 s 72                                             | Dmitriy Dmitriyev 13 min 49 s 27                                                         | Alberto Cova 13 min 55 s 59                                                                       |
| 10 000 m | Werner Schildhauer 28 min 2 s 11 (CR)                                         | Alberto Cova 28 min 2 s 13                                                               | Valeriy Abramov 28 min 2 s 87                                                                     |
| 3 000 m steeple | Bogusław Mamiński 8 min 24 s 80                                               | Colin Reitz 8 min 25 s 72                                                                | Joseph Mahmoud 8 min 28 s 04                                                                      |
| 110 mètres haies (vent : - 1,5 m/s) | Thomas Munkelt 13 s 72                                                        | György Bakos 13 s 74                                                                     | Romuald Giegiel 13 s 88                                                                           |
| 400 mètres haies | Harald Schmid 48 s 56                                                         | Aleksandr Kharlov 49 s 53                                                                | Ryszard Szparak 49 s 65                                                                           |
| Relais 4 × 100 mètres | Italie Stefano Tilli Carlo Simionato Giovanni Bongiorni Pietro Mennea 38 s 86 | Royaume-Uni Lincoln Asquith Donovan Reid Mike McFarlane Cameron Sharp 38 s 88            | Pologne Krzysztof Zwoliński Zenon Licznerski Czeslaw Pradzynski Marian Woronin 38 s 97            |
| Relais 4 × 400 mètres | Royaume-Uni Kriss Akabusi Garry Cook Todd Bennett Phil Brown 3 min 2 s 28     | Allemagne de l'Est Udo Bauer Jens Carlowitz Andreas Knebel Thomas Schönlebe 3 min 2 s 62 | Union soviétique Sergey Lovachov Viktor Markin Yevgeniy Lomtev Aliaksandr Trashchyla 3 min 2 s 77 |
| Saut en hauteur | Franck Verzy 2,32 m (NR)                                                      | Valeriy Sereda 2,26 m                                                                    | Dietmar Mögenburg 2,23 m                                                                          |
| Saut à la perche | Patrick Abada 5,55 m                                                          | Aleksandr Krupskiy 5,50 m                                                                | Jürgen Winkler 5,50 m                                                                             |
| Saut en longueur | László Szalma 8,10 m (w)                                                      | Oganes Stepanyan 8,09 m                                                                  | Mathias Koch 7,88 m (w)                                                                           |
| Triple saut | Peter Bouschen 17,12 m                                                        | Zdzisław Hoffmann 16,94 m                                                                | Béla Bakosi 16,86 m                                                                               |
| Lancer du poids | Edward Sarul 20,54 m                                                          | Ulf Timmermann 20,39 m                                                                   | Jānis Bojārs 20,16 m                                                                              |
| Lancer du disque | Jürgen Schult 64,96 m                                                         | Alwin Wagner 64,14 m                                                                     | Georgiy Kolnootchenko 64,04 m                                                                     |
| Lancer du marteau | Sergey Litvinov 81,52 m (CR)                                                  | Zdzisław Kwaśny 80,18 m (NR)                                                             | Günther Rodehau 77,58 m                                                                           |
| Lancer du javelot | Detlef Michel 85,72 m                                                         | Heino Puuste 85,54 m                                                                     | Klaus Tafelmeier 84,20 m                                                                          |
| Records et Performances - AR : Record continental (area record) - CR : Record des championnats (championship record) - MR : Record du meeting (meet record) - NR : Record national (national record) - OR : Record olympique (olympic record) - PR : Record paralympique (paralympic record) - PB : Record personnel (personal best) - SB : Meilleure performance personnelle de la saison (season's best) - WL : Meilleure performance mondiale de l'année (world leader) - WJR : Record du monde junior (world junior record) - WR : Record du monde (world record) Circonstances et Conditions - DNF : N'a pas terminé (did not finish) - DNS : N'a pas pris le départ (did not start) - DQ : Disqualification (disqualification) - NM : Aucun essai valable enregistré (No Mark) - Q : Qualifié « directement » au prochain tour (ou à la prochaine compétition), lors d'une compétition majeure, grâce au classement ou à la réalisation des minima (automatic qualifier) - q : Qualifié au prochain tour (ou à la prochaine compétition), lors d'une compétition majeure, grâce au repêchage ou à la réalisation de l'une des meilleures performances parmi celles des « non qualifiés directement » (grâce au meilleur temps ou à la meilleure distance par exemple) (secondary qualifier) |                                                                               |                                                                                          |                                                                                                   |

#### Femmes
| 100 m (vent : -1,0 m/s) | Marlies Göhr 11 s 28                                                                                     | Anelia Nuneva 11 s 33                                                                             | Kathy Cook 11 s 39                                                                                |
| 200 m (vent : -1,7 m/s) | Jarmila Kratochvílová 22 s 40                                                                            | Marita Koch 22 s 40                                                                               | Kathy Cook 22 s 57                                                                                |
| 400 m | Taťána Kocembová 49 s 33 (CR)                                                                            | Mariya Pinigina 50 s 65                                                                           | Gaby Bußmann 51 s 09                                                                              |
| 800 m | Jarmila Kratochvílová 1 min 58 s 79                                                                      | Antje Schröder 1 min 59 s 53                                                                      | Margrit Klinger 1 min 59 s 64                                                                     |
| 1 500 m | Nadezhda Ralldugina 4 min 7 s 61                                                                         | Christiane Wartenberg 4 min 7 s 86                                                                | Totka Petrova 4 min 8 s 02                                                                        |
| 3 000 m | Tatyana Kazankina 8 min 49 s 27 (CR)                                                                     | Ulrike Bruns 8 min 49 s 71                                                                        | Jane Furniss 8 min 51 s 58                                                                        |
| 100 mètres haies (vent : -2,1 m/s) | Bettine Jahn 12 s 89                                                                                     | Lucyna Kalek 12 s 97                                                                              | Ginka Zagorcheva 13 s 10                                                                          |
| 400 mètres haies | Ellen Fiedler 54 s 20 (NR)                                                                               | Ana Ambrazienė 54 s 74                                                                            | Sue Morley 56 s 36                                                                                |
| Relais 4 × 100 mètres | Allemagne de l'Est Silke Gladisch Marita Koch Ingrid Auerswald Marlies Göhr 42 s 63                      | Royaume-Uni Joan Baptiste Kathy Cook Bev Callender Shirley Thomas 43 s 18                         | Union soviétique Lyudmila Kondratyeva Yelena Vinogradova Irina Olkhovnikova Olga Antonova 43 s 67 |
| Relais 4 × 400 mètres | Tchécoslovaquie Zuzana Moravčíková Milena Strnadová Taťána Kocembová Jarmila Kratochvílová 3 min 20 s 79 | Union soviétique Yelena Didilenko Marina Kharlamova Irina Baskakova Mariya Pinigina 3 min 21 s 71 | Allemagne de l'Est Kerstin Walther Sabine Busch Undine Bremer Dagmar Neubauer 3 min 22 s 70       |
| Saut en hauteur | Ulrike Meyfarth 2,03 m (WR, CR)                                                                          | Tamara Bykova 2,03 m (WR, CR)                                                                     | Kerstin Brandt 1,99 m                                                                             |
| Saut en longueur | Heike Daute 6,99 m (CR)                                                                                  | Eva Murková 6,81 m (w)                                                                            | Bev Kinch 6,63 m                                                                                  |
| Lancer du poids | Helena Fibingerová 20,76 m                                                                               | Helma Knorscheidt 19,49 m                                                                         | Nunu Abashidze 18,88 m                                                                            |
| Lancer du disque | Martina Opitz 69,00 m                                                                                    | Galina Murašova 68,86 m                                                                           | Maria Petkova 64,88 m                                                                             |
| Lancer du javelot | Fatima Whitbread 69,04 m                                                                                 | Antje Kempe 63,22 m                                                                               | Genowefa Olejarz 63,12 m                                                                          |
| Records et Performances - AR : Record continental (area record) - CR : Record des championnats (championship record) - MR : Record du meeting (meet record) - NR : Record national (national record) - OR : Record olympique (olympic record) - PR : Record paralympique (paralympic record) - PB : Record personnel (personal best) - SB : Meilleure performance personnelle de la saison (season's best) - WL : Meilleure performance mondiale de l'année (world leader) - WJR : Record du monde junior (world junior record) - WR : Record du monde (world record) Circonstances et Conditions - DNF : N'a pas terminé (did not finish) - DNS : N'a pas pris le départ (did not start) - DQ : Disqualification (disqualification) - NM : Aucun essai valable enregistré (No Mark) - Q : Qualifié « directement » au prochain tour (ou à la prochaine compétition), lors d'une compétition majeure, grâce au classement ou à la réalisation des minima (automatic qualifier) - q : Qualifié au prochain tour (ou à la prochaine compétition), lors d'une compétition majeure, grâce au repêchage ou à la réalisation de l'une des meilleures performances parmi celles des « non qualifiés directement » (grâce au meilleur temps ou à la meilleure distance par exemple) (secondary qualifier) | |                                                                                                   |                                                                                                   |

## Finale «B»
La finale « B » est disputée pour la 4e fois mais elle sert désormais de seconde division. Elle se déroule les 20 et 21 août 1983 à Prague pour les hommes, le 21 août 1983 à Sittard pour les femmes. 
Chez les hommes, la Tchécoslovaquie, pays hôte, se qualifie pour la finale « A » en 1985, tandis que l'Italie se qualifie chez les femmes. Les deux équipes belges sont reléguées.
| Place | Pays            | Points |
| ----- | --------------- | ------ |
| 1     | Tchécoslovaquie | 108    |
| 2     | Espagne         | 107    |
| 3     | Finlande        | 103,5  |
| 4     | Bulgarie        | 100,5  |
| 5     | Yougoslavie     | 92     |
| 6     | Suisse          | 73     |
| 7     | Suède           | 69     |
| 8     | Belgique        | 65     |

| Place | Pays     | Points |
| ----- | -------- | ------ |
| 1     | Italie   | 90     |
| 2     | Roumanie | 82     |
| 3     | France   | 82     |
| 4     | Finlande | 70     |
| 5     | Suède    | 70     |
| 6     | Pays-Bas | 55     |
| 7     | Norvège  | 50     |
| 8     | Belgique | 39     |

## Finales «C»
Les deux finales, C1 et C2, ont la même valeur. Elles permettent de se qualifier pour la finale B deux ans après.
Elles se déroulent les 20 et 21 août 1983 à Dublin et à Lisbonne.

### Hommes
| Place | Pays     | Points |
| ----- | -------- | ------ |
| 1     | Norvège  | 83     |
| 2     | Pays-Bas | 63     |
| 3     | Irlande  | 57     |
| 4     | Danemark | 49     |
| 5     | Islande  | 46     |

| Place | Pays       | Points           |
| ----- | ---------- | ---------------- |
| 1     | Grèce      | 68               |
| 2     | Autriche   | 58               |
| 3     | Portugal   | 49               |
| 4     | Luxembourg | 23               |
| -     | Turquie    | ne participe pas |

### Femmes
| Place | Pays     | Points |
| ----- | -------- | ------ |
| 1     | Danemark | 47     |
| 2     | Suisse   | 46     |
| 3     | Irlande  | 33     |
| 4     | Islande  | 23     |

| Place | Pays        | Points |
| ----- | ----------- | ------ |
| 1     | Yougoslavie | 63     |
| 2     | Autriche    | 44     |
| 3     | Espagne     | 42     |
| 4     | Portugal    | 41     |
| 5     | Grèce       | 34     |

|  | Vainqueur de la compétition |  | Promotion en division supérieure |  | Relégation en division inférieure |